# Khorramabad
Khorramabad er en by i det vestlige Iran, med et indbyggertal på  348.216 (2011). Byen er hovedstad i provinsen Luristan, og ligger midt i Zagros-bjergkæden.